# Castanea pumila
Castanea pumila là một loài thực vật có hoa trong họ Fagaceae. Loài này được (L.) Mill. mô tả khoa học đầu tiên năm 1768.

## Hình ảnh

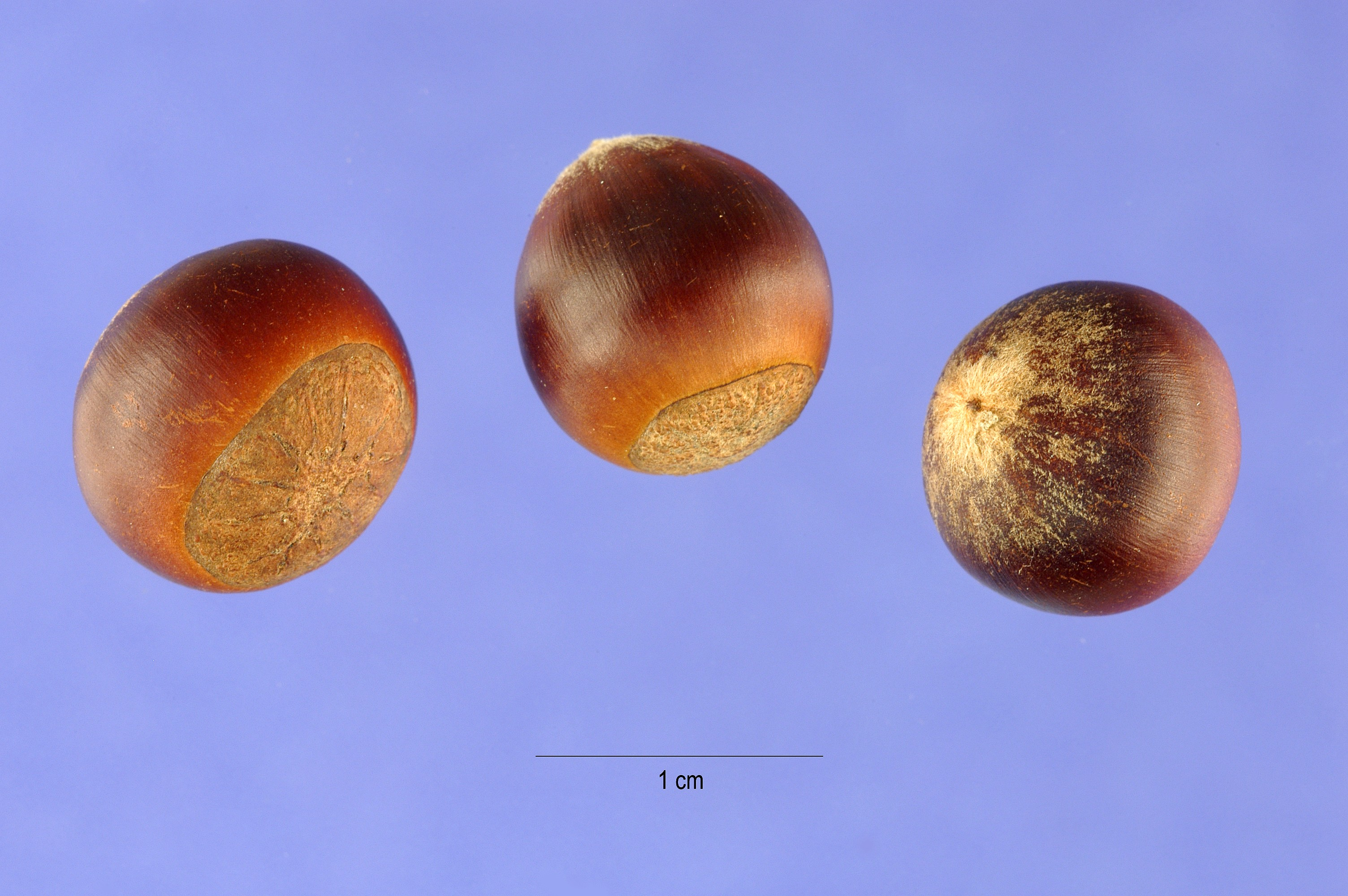
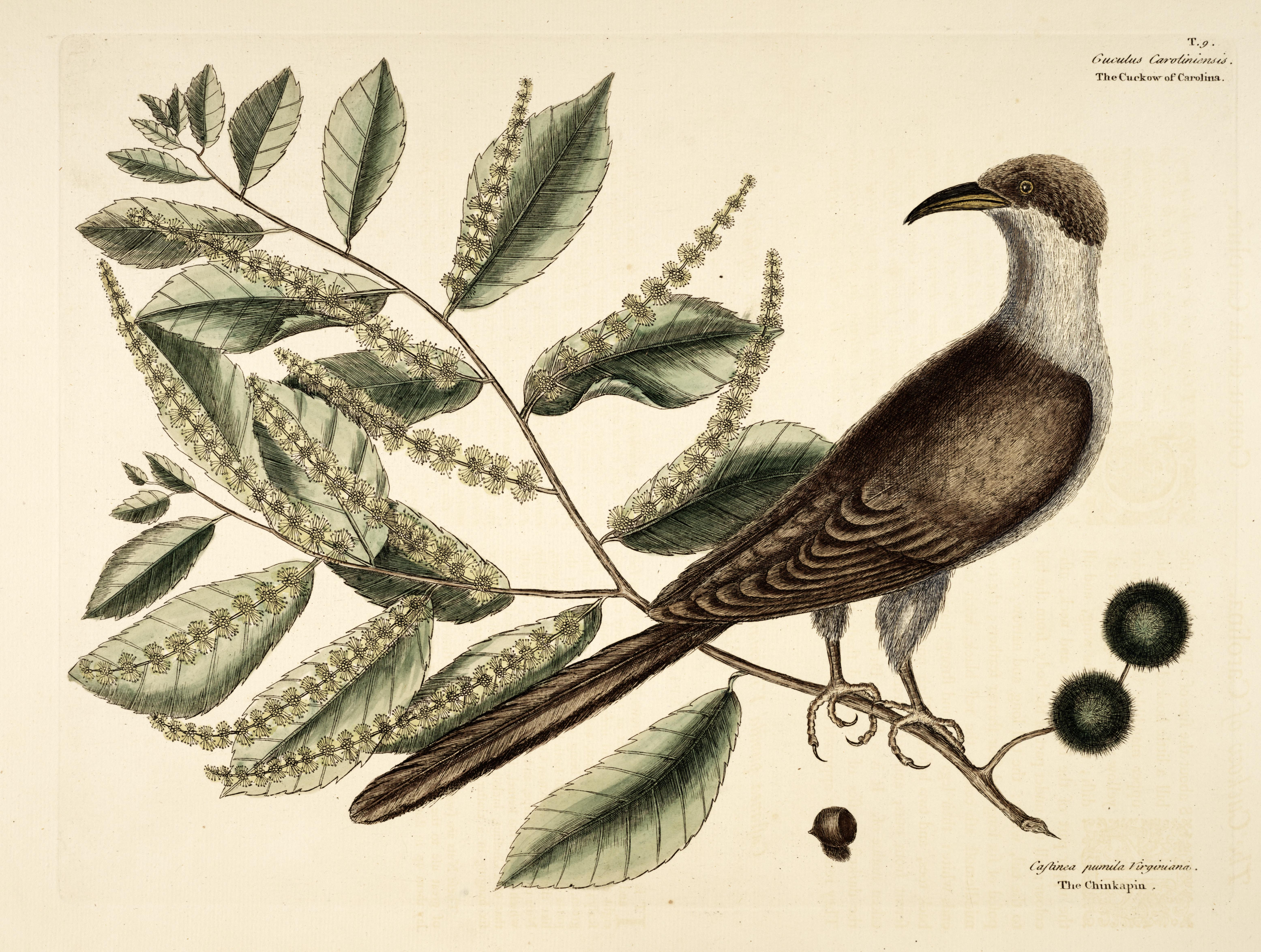
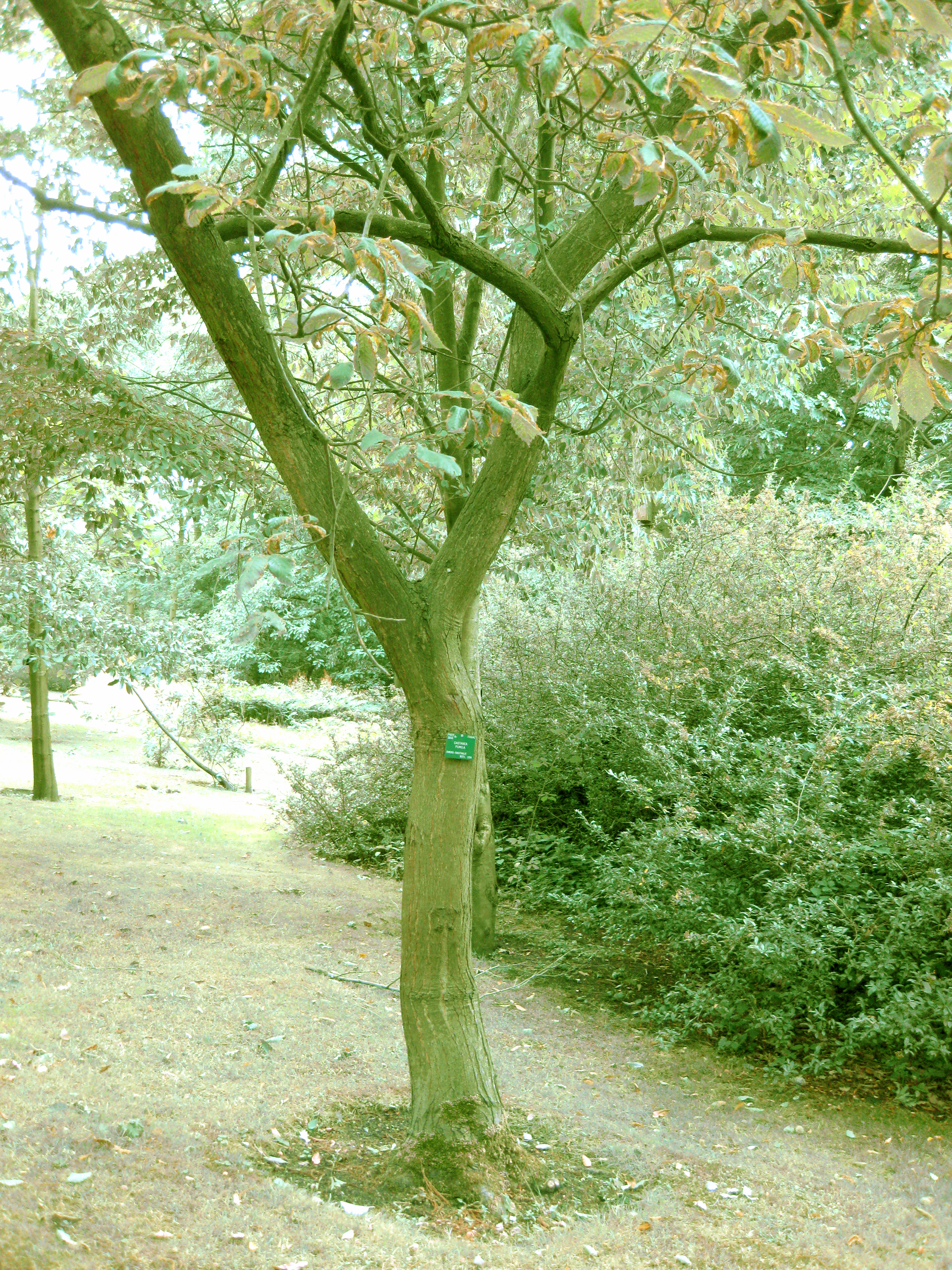